# Lilla Ådskär (vid Örö, Kimitoön)
Lilla Ådskär är en ö i Finland. Den ligger i Norra Östersjön eller Skärgårdshavet vid Örö i kommunen Kimitoön i den ekonomiska regionen  Åboland i landskapet Egentliga Finland, i den sydvästra delen av landet. Ön ligger omkring 74 kilometer söder om Åbo och omkring 150 kilometer väster om Helsingfors.
Öns area är 3,1 hektar och dess största längd är 310 meter i sydväst-nordöstlig riktning.